# Pseudoscops
A Pseudoscops a madarak osztályának bagolyalakúak (Strigiformes) rendjébe és a bagolyfélék (Strigidae) családjába tartozó nem. Besorolásuk vitatott, egyes szervezetek az Asio nembe sorolják ezt a két fajt is.

## Rendszerezésük
A nemet Johann Jakob Kaup írta le 1848-ban, az alábbi 2 faj tartozik ide:
- jamaicai bagoly (Pseudoscops grammicus vagy Asio grammicus)
- trópusi fülesbagoly (Pseudoscops clamator vagy Asio clamator)